# Edwin Edwards (artiste)
Pour les articles homonymes, voir Edwards et Edwin Edwards (homonymie).
Edwin Edwards, né le 6 janvier 1823 à Framlingham (Suffolk) et mort le 15 septembre 1879 à Londres, est un avocat britannique, devenu peintre, dessinateur et graveur.

## Biographie

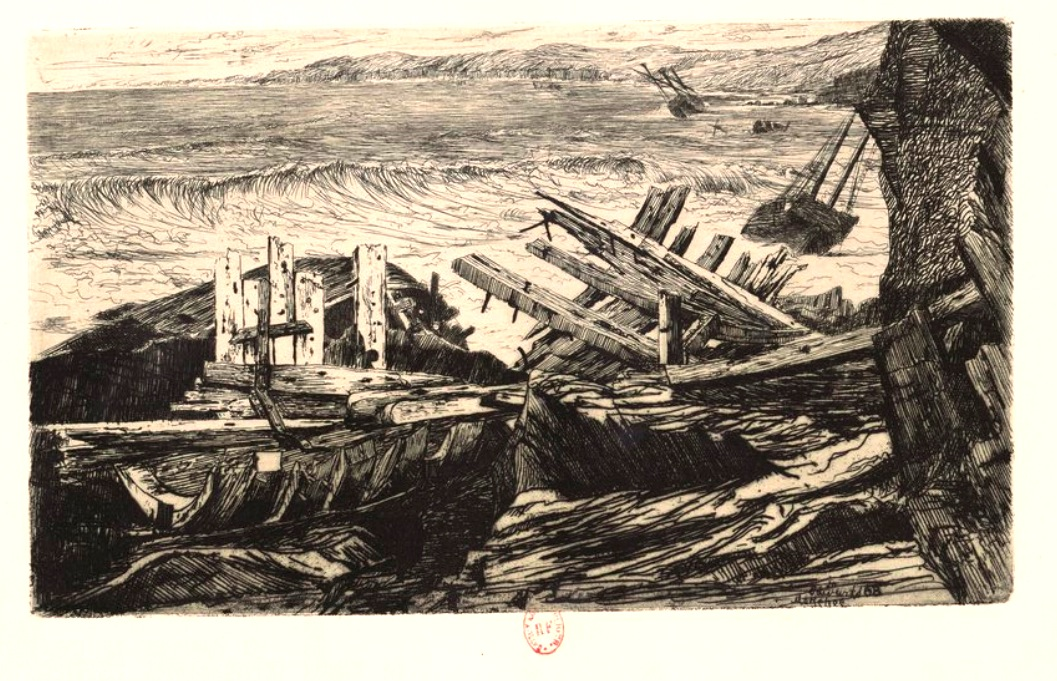
La Salina (1868), eau-forte.

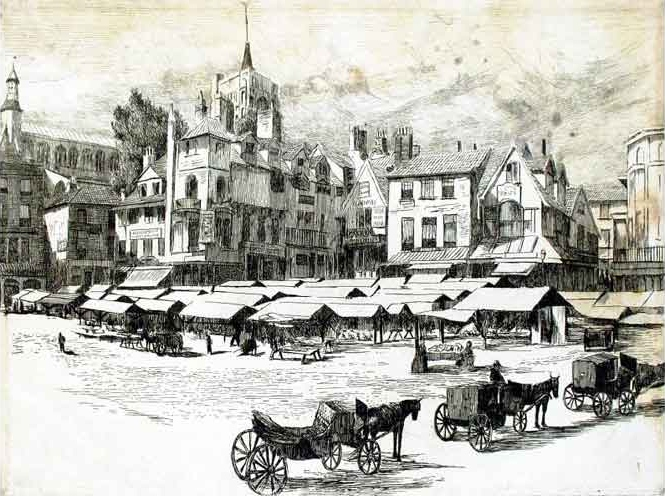
Market Taverns, Norwich (vers 1873-1874), eau-forte tirée par Auguste Delâtre.

Edwin Edwards quitte le métier d'avocat à l'âge de 38 ans pour se consacrer à la peinture, puis principalement à l'art de la gravure.
En 1861, il est à Paris, où il rencontre le peintre Henri Fantin-Latour qui l'aurait non seulement initié à la gravure, mais lui aurait donné le goût de peindre et de quitter son métier d'avocat. Fantin-Latour rend plusieurs visites à Edwards, dans sa maison de Sunbury-on-Thames, ce qui aurait décidé de sa vocation — comme en témoigne une gravure exécutée en octobre 1864 par Fantin-Latour, Un morceau de Schumann montrant le couple Edwards. Fantin-Latour offre au couple plusieurs toiles dont Nature morte à la rose jaune.
Edwards fréquente également à cette époque les peintres Alphonse Legros — dès 1861, et qui semble l'avoir aussi initié à la gravure —, Whistler, Francis Seymour Haden, Charles Keene (en), Jacques-Émile Blanche, Édouard Manet, le poète Swinburne et le sculpteur Jacquemart.
En 1864, Alfred Cadart et Luquet produisent des estampes exécutées par ses soins : dans le cadre de la Société des aquafortistes, il croise Félix Bracquemond, qui réalise plus tard son portrait (1872).
En 1868, le critique Philippe Burty lui commande une illustration gravée pour le recueil Sonnets et eaux-fortes. En 1870, il illustre l'essai de William Michael Rossetti, The Poetical Works of H. W. Longfellow chez E. Moxon.
En 1875, le couple Edwards se rend à Paris pour poser devant Fantin-Latour : le portrait se trouve exposé actuellement à la National Gallery (Londres).
Il laisse une suite de gravures inachevée sur les vieilles tavernes anglaises, Inns and Outs: Old Inns of England (1873–1881).

## Collections publiques
- Musée de Grenoble : plus de 200 estampes
- Paris, bibliothèque nationale de France
- Paris, musée d'Orsay
- Paris, musée du Louvre

- Londres, British Museum
- Ottawa, Musée des beaux-arts du Canada